# Leiobunum supracheliceralis
Leiobunum supracheliceralis is een hooiwagen uit de familie Sclerosomatidae.